# Tarrafas
Tarrafas es un municipio brasilero del estado del Ceará.

## Geografía
Su población estimada en 2004 era de 8.751 habitantes.

### Clima
Tropical caliente semiárido en todo el territorio.